# Дашково (станция)
Дашково — железнодорожная станция Куйбышевской железной дороги на линии Пенза — Ряжск (линия неэлектрифицирована), расположена в Земетченском районе Пензенской области, в 22 км от районного центра Земетчино. Через станцию осуществляются перевозки пассажиров на Пачелму, Моршанск, Вернадовку.
Последняя станция на линии, расположенная в Пензенской области; и предыдущая (Фитингоф), и следующая (Вернадовка) находятся в Тамбовской области.

## История
Открыта как станция Моршанско-Сызранской железной дороги (впоследствии Сызрано-Вяземской железной дороги) в 1874 году. Впоследствии была включена в состав Куйбышевской железной дороги.
Никогда не была электрифицирована.
На данный момент на станции один путь , одна низкая пассажирская платформа длиной в один вагон. Станционное здание, где ранее находились все службы станции, было передано в музей Приволжской железной дороги в Самаре.

## Деятельность
Через станцию ежедневно проходит одна пара пригородных поездов ППК «Черноземье» сообщением Моршанск — Вернадовка.
Поезда дальнего следования на станции не останавливаются.
Согласно Тарифному Руководству № 4, на станции осуществляется продажа билетов на все пассажирские поезда. Приём и выдача багажа не производятся.